# Woodford (metrostation)
Woodford is een station van de metro van Londen aan de Central Line. Het metrostation, dat in 1856 is geopend, ligt in de plaats Woodford. In 1948 begon de dienstregeling op de Central Line.

## Geschiedenis
Het station werd geopend op 22 augustus 1856 als onderdeel van de zijtak van de Eastern Counties Railway (ECR) van Stratford naar Loughton. 
De ECR ging in 1862 op in de Great Eastern Railway die in 1903 Woodford via de Fairlop-lus met Ilford, aan haar lijn naar Shenfield, verbond. Door de spoorwegreorganisatie in 1923 ging de Great Eastern Railway op in de London and North Eastern Railway (LNER). In 1933 werd het openbaar vervoer in Londen genationaliseerd in de London Passenger Transport Board (LPTB). LPTB kwam met het New Works Programme 1935-1940 om knelpunten in het metronet aan te pakken en nieuwe woonwijken op de metro aan te sluiten. Omdat LNER geen geld had om de voorstadslijn te elektrificeren voorzag het New Works Programme in de integratie van de lijn in het metronet. Door het uitbreken van de Tweede  Wereldoorlog werden de werkzaamheden voor de ombouw van de lijn in 1939 opgeschort. In 1946 hervatte de LNER de ombouw en op 14 december 1947 werd Woodford het voorlopige noordelijke eindpunt van de Central Line. Reizigers ten noorden van Woodford moesten tot 21 november 1948, toen de elektrificatie ook verder naar het noorden gereed was, gebruik maken van een stoompendel naar Epping respectievelijk Hainault. Op 1 januari 1948 werden de Britse spoorwegen genationaliseerd en ging LNER op in British Railways die tot 5 oktober 1970 goederendiensten op de lijn onderhield tussen het metroverkeer. Als onderdeel van de elektrificatie in het kader van de ombouw tot metrolijn  werd de oorspronkelijke overweg van Snakes Lane aan de noordkant van het station gesloten en werd een loopbrug aan de zuidkant van het stationsgebouw gebouwd. Het oorspronkelijke goederenstation, dat eind jaren zestig werd gesloten, is omgebouwd tot parkeerplaats.
Tijdens de planning van de Victoria Line is overwogen om Woodford of South Woodford als oostelijk eindpunt in te richten. In 1961 werd echter besloten om slechts tot Walthamstow Central te bouwen.

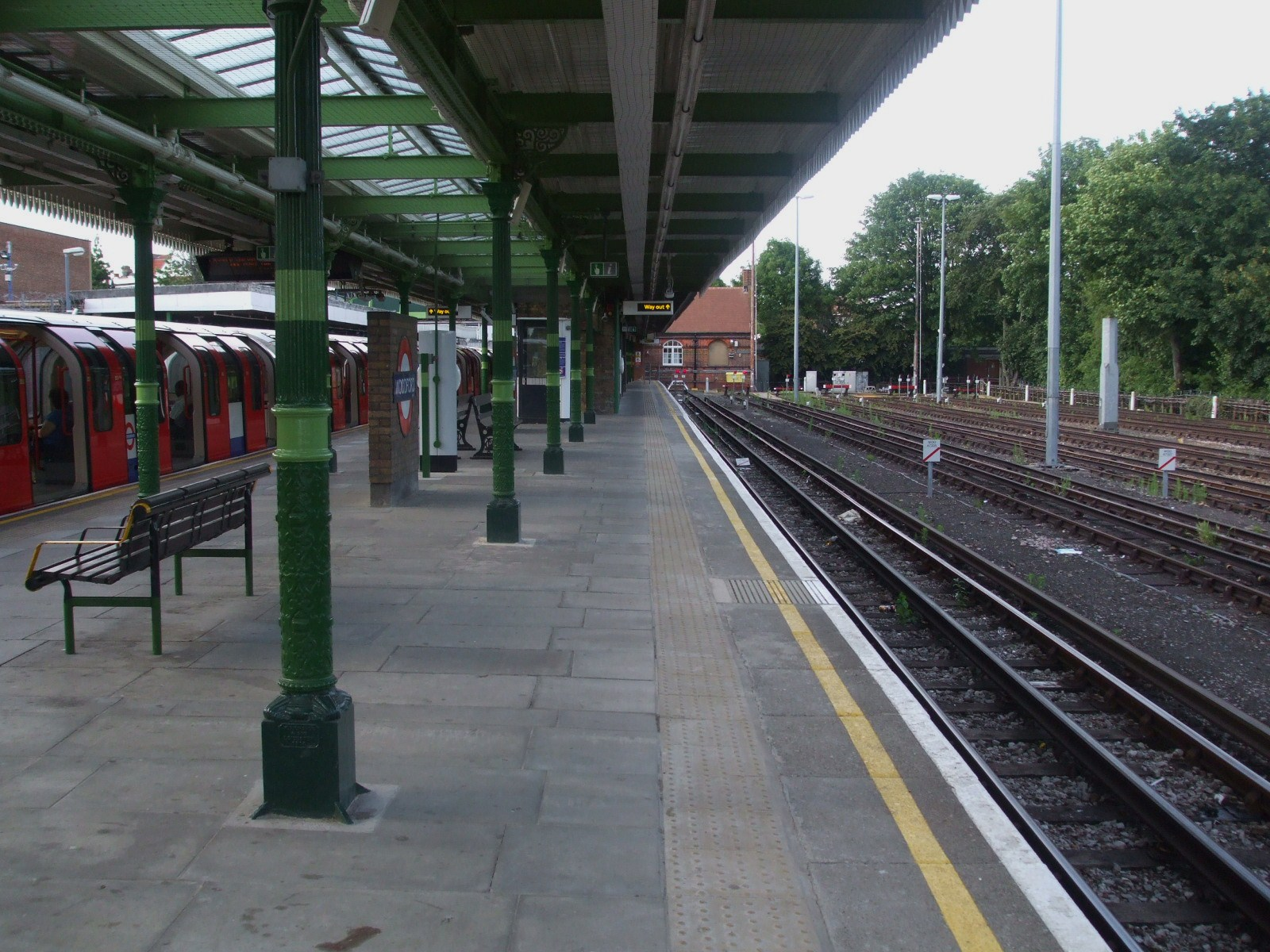
Het kopspoor en de opstelsporen naast het oostelijke perron.
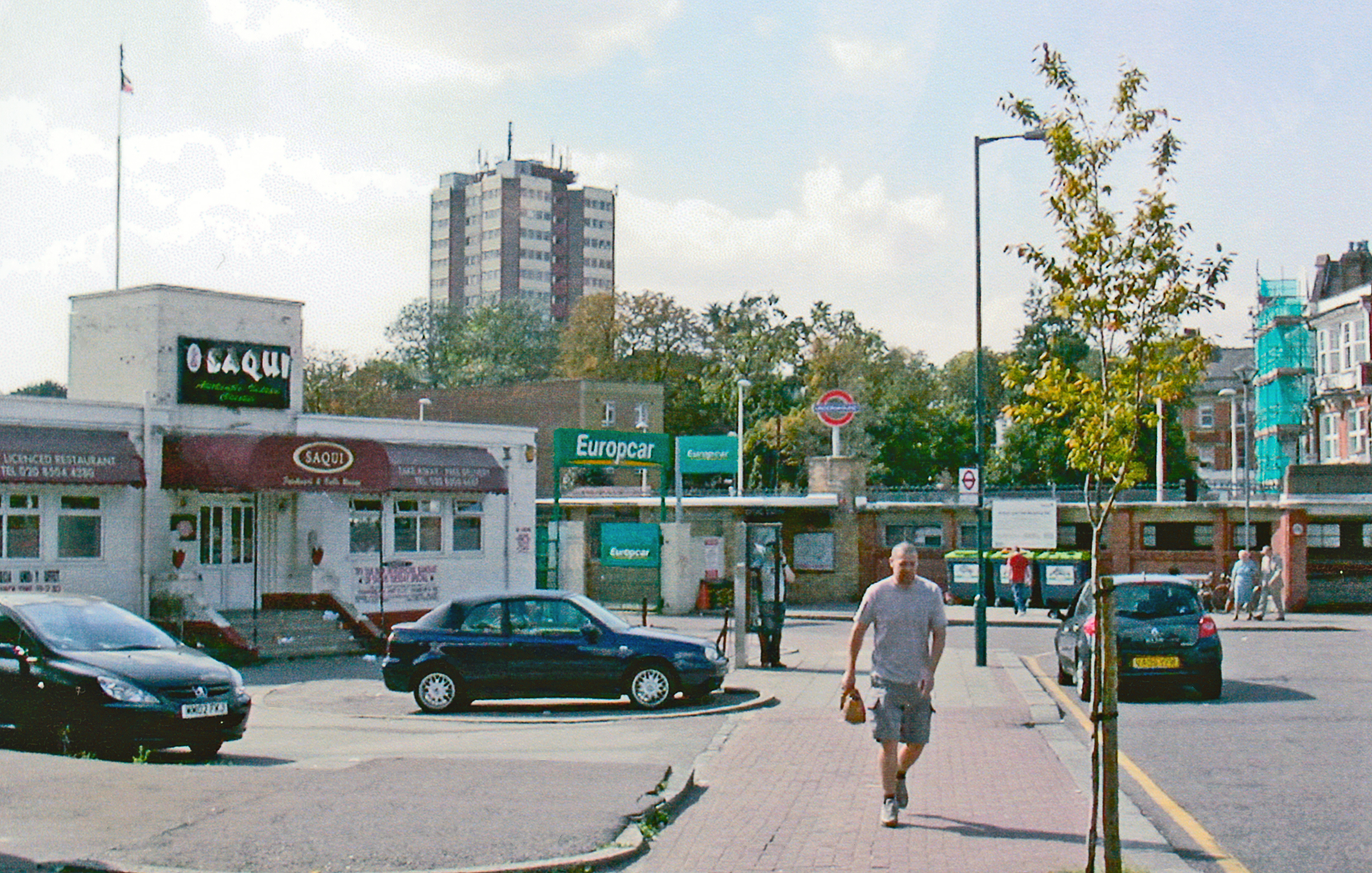
De oostelijke ingang van het station.
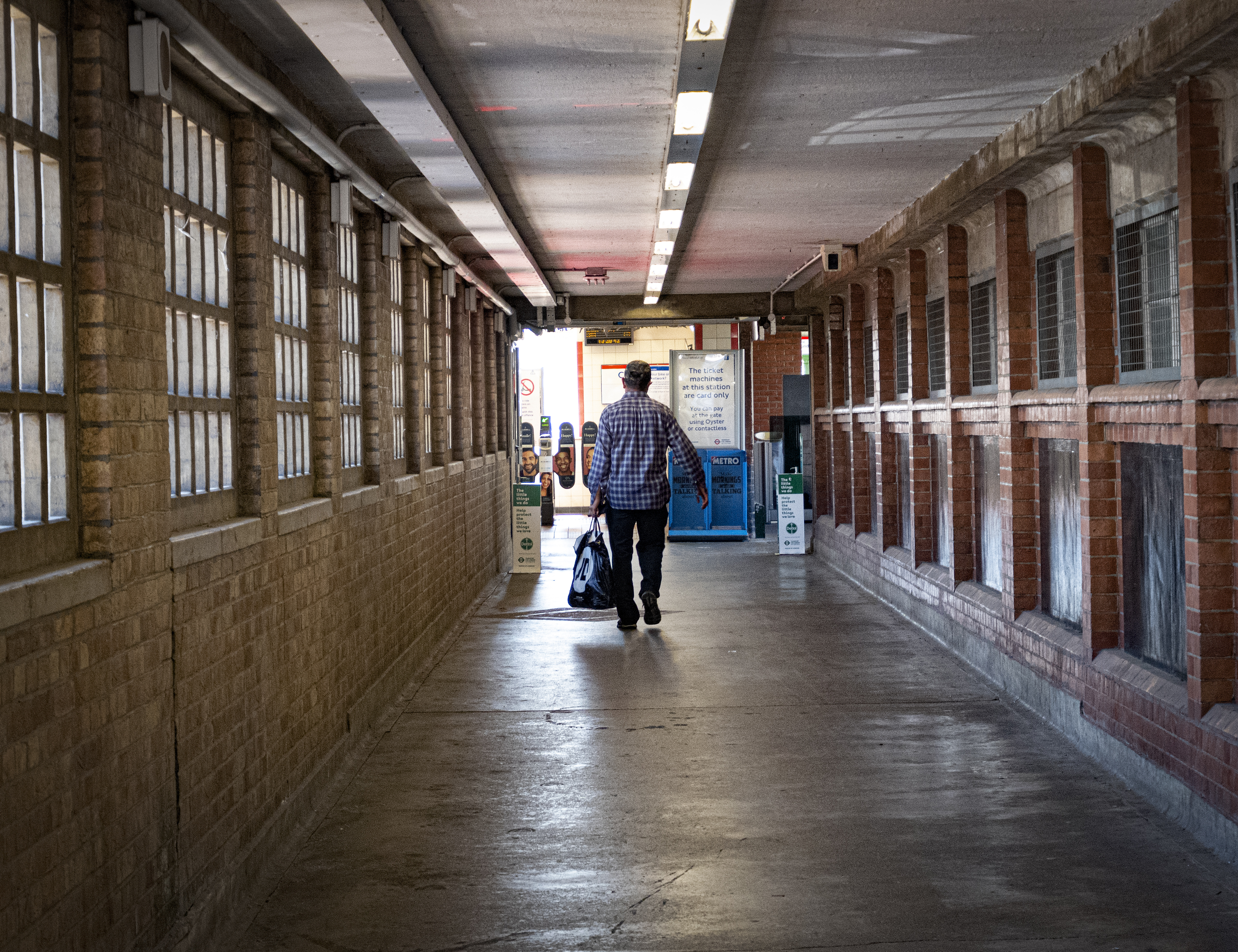
De gang langs de oostkant van de sporen.

## Ligging en inrichting
De belangrijkste westelijke ingang bevindt zich langs The Broadway en biedt toegang tot de parkeerplaats van het station, de oostelijke ingang bevindt zich aan Snakes Lane East. De oostelijke ingang is na 21.00 uur gesloten, al kan via een intercom aan het personeel gevraagd worden om de deur te openen indien nodig. Het loket bij die ingang is ook niet meer in gebruik. Er ligt een perron langs het stationsgebouw aan de westkant van de sporen, dit wordt gebruikt door de metro's naar het noorden. Het andere perron ligt tussen het doorgaande spoor naar het zuiden en een kopspoor bij de opstelsporen aan de oostkant van het station. Het kopspoor wordt gebruikt door metro's die in Woodford keren na hun rit uit de stad. De vijf opstelsporen zijn vanuit het zuiden berijdbaar, via overloopwissels en een spoor parallel aan de doorgaande sporen.

## Reizigersdienst
De reizigersdienst kent doorgaande diensten van en naar Epping en diensten die keren op het station. Vanuit het noorden betreft dat de pendeldienst van en naar Hainault die het parallel spoor gebruikt om te keren en dan langs het westelijke perron terug te keren naar Hainault. Vanuit het zuiden gaat het om metro's uit de stad die keren op het kopspoor. Ritfrequenties variëren gedurende de dag, maar rijden over het algemeen elke 6 tot 11 minuten tussen 05.22 en 00.49 uur in noordelijke richting naar Epping, elke 11 tot 25 minuten tussen 06.48 en 23.37 uur naar Hainault en elke 5 tot 10 minuten tussen 05.24 en 23.36 uur naar de binnenstad en verder naar het westen.